# Signoretia sumatrana
Signoretia sumatrana är en insektsart som beskrevs av Schmidt 1911. Signoretia sumatrana ingår i släktet Signoretia och familjen dvärgstritar. Inga underarter finns listade i Catalogue of Life.